# Botynella quinquepuctata
Botynella quinquepuctata is een keversoort uit de familie lieveheersbeestjes (Coccinellidae). De wetenschappelijke naam van de soort is voor het eerst geldig gepubliceerd in 1891 door Weise.